# Armanen Futharkh
De Armanenrunen, of Armanen 'Futharkh', zijn 18 runen die qua vorm veel gelijkenis tonen met het Jongere Futhark. Ze zijn in 1902 geïntroduceerd door de Oostenrijkse occulte mysticus en Germaanse revivalist Guido von List en vervolgens door hem gepubliceerd.

## Geschiedenis en Runen revivalisme
De rij van 18 "Armanenrunen", beter bekend als "Armanen Futharkh", zou in 1902 in een visioen naar List zijn gekomen, terwijl hij voor 11 maanden in een staat van tijdelijke blindheid verkeerde na een staaroperatie aan beide ogen. Dit visioen opende List zijn "innerlijke oog", zoals hij het noemde. Hierdoor zou het "geheim van de Runen" voor hem geopenbaard zijn.
List verklaarde dat zijn Armanen Futharkh gecodeerd was in Rúnatal of de Poetische Edda (strofen 138 tot 165 van de Hávamál), met strofen 147 via 165, waar Odin achttien wijsheden opsomt (met 164 als een tussenvoegsel), geïnterpreteerd als zijnde het "lied van de 18 runen".
List en veel van zijn volgelingen geloofden dat zijn runen de "oer-runen" vertegenwoordigen, waarop alle historische runenrijen waren gebaseerd.
Lists rij is gebaseerd op het Jongere Futhark, met namen en klanken die het Angelsaksische Futhork benaderen. De twee laatste runen, Eh en Gibor, toegevoegd aan het Jongere Futhark, komen van het Angelsaksische Eoh en Gyfu. Afgezien van de twee extra runen en een verplaatsing van de man rune van 13e naar de 15e plaats is de volgorde identiek aan die van de Jongere Futhark.
List merkte in zijn boek The Secret of the Runes op dat het "runen futharkh (= runen ABC) in de oudheid bestond uit 16 symbolen.".

## Lijst van runen

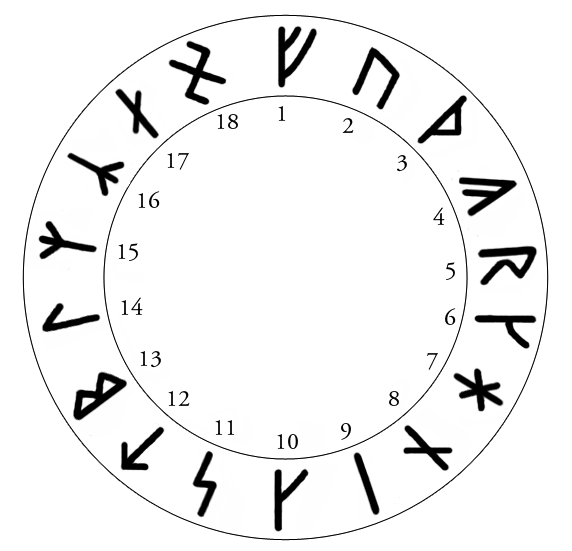
Cirkelvormige opstelling van de Armanen runen.

De eerste 16 van Lists runen komen overeen met de zestien runen uit het Jongere Futharkh, met kleine wijzigingen in de namen (en deels gespiegelde vormen). De twee toegevoegde runen zijn vrijelijk geïnspireerd door het Anglo-Saksische Futhorc.
1. Fa (een omgekeerde Fehu)
2. Uruz
3. Thurisaz (als Anglo-Saksish Thorn) (ook bekend als 'Dorn')
4. Os (een gespiegeld Jonger Futharkh Aesir)
5. Rit (als Raidho)
6. Ka (als in het Jonger Futharkh)
7. Hagal (als Jonger Futharkh Hagall, in het oude Futharkh Hagalaz)
8. Nauth (als Jonger Futhark Naud) (ook bekend als Not)
9. Is (als in Jonger Futhark)
10. Ar
11. Sig (als Anglo-Saksisch Sigel)
12. Tyr
13. Bar (als Jonger Futhark Bjarkan)
14. Laf (als Jonger Futhark Logr)
15. Man (als Jonger Futhark Madr)
16. Yr (als in Jonger Futhark, maar met een i klank)
17. Eh (de naam komt uit het Angelsaksische Futhork, vorm is als de Jonger Futhark Ar)
18. Gibor (De naam is afgeleid van het Angelsaksische Futhork Gyfu)

## Hedendaags gebruik
De Armanen runen worden vandaag de dag nog steeds gebruikt in occulte en nationaalsocialistische stromingen van Germaans paganisme.
Na de Tweede Wereldoorlog hervormde Karl Spiesberger het systeem door het van de racistische aspecten van List, Marbyan en Kummerian te ontdoen.
In Duitstalige landen zijn de Armanenrunen van invloed geweest onder runen-occultisten. Volgens Stephen E. Flowers zijn zij zelfs bekender dan het historische Oudere Futhark:
"De persoonlijke kracht van List en die van zijn uitgebreide en invloedrijke Armanen Orden was in staat om de runen theorieën van de Duitse tovenaars te vormen ... vanaf dat moment tot aan de dag van vandaag. [...] Het Armanen systeem van runen ... was tegen 1955 bijna 'traditioneel' geworden in Duitse kringen."
De Armanenrunen hebben ook een grote impact gehad op de Engelstalige occulte literatuur.